# Zwei Herzen im Dreivierteltakt (Operette)
Zwei Herzen im Dreivierteltakt (Untertitel: Der verlorene Walzer) ist eine Operette in drei Akten von Robert Stolz. Das Libretto verfassten Paul Knepler, Ignaz Michael Welleminsky und Robert Gilbert. Es beruht auf dem Drehbuch zum gleichnamigen Film aus dem Jahr 1930 von Walter Reisch und Franz Schulz. Robert Stolz hatte bereits zu diesem Film die Musik beigesteuert und sie drei Jahre später für die Bühnenfassung fast unverändert übernommen. Die Operette erlebte ihre Uraufführung am 30. September 1933 am Stadttheater Zürich (heute: Opernhaus Zürich).

## Orchester
Zwei Flöten, zwei Oboen, zwei Klarinetten, zwei Fagotte, vier Hörner, zwei Trompeten, drei Posaunen, ein Klavier, eine Celesta, eine Harfe, Schlagwerk und Streicher

## Bühnenbilder
Erster Akt: Bild 1: Wohndiele im Haus der Brüder Mahler, Bild 2: Büro des Theaterdirektors, Bild 3: Gartenwirtschaft; Zweiter Akt: Bild 4: wie Bild 1, Bild 5: Musik- und Wohnzimmer in Hofers Wohnung; Dritter Akt: Bild 6: wie Bild 1 und 4, Bild 7: Wohnzimmer, Bild 8: Theaterbühne mit Vorhängen

## Handlung
Das Werk spielt in Wien 1932, also ein Jahr vor der Uraufführung

### Erster Akt
Es geht um eine Operette in der Operette, das alte reizvolle Spiel vom Theater im Theater: Librettisten und Komponisten haben es nicht immer leicht. Die Brüder Nicki und Vicki Mahler gelten als hoffnungsvolle Talente im Verfassen von Operettenlibretti. So arbeiten sie jetzt gerade an einem neuen Buch für den Komponisten Tony Hofer. Dabei geraten sie immer wieder in Streit; doch letztendlich raufen sie sich auch wieder zusammen. Für die Hauptrolle in dem neuen Werk ist die als Diva bekannte Anny Lohmeyer vorgesehen, die mit dem Komponisten liiert ist. Als ihr Tony seine neueste Komposition vorspielt, die sie in der Operette singen soll, zeigt sie Allüren: Zornig erklärt sie, die Melodie und der Text seien zu traurig, einen solchen Schwachsinn singe sie nicht. Wütend verlässt sie das Haus.
Die Künstler tragen ihr Werk in groben Zügen dem Theaterdirektor vor. Im Großen und Ganzen zeigt er sich damit zufrieden und nimmt es an, jedoch macht er zur Bedingung, dass noch ein zündender Walzer als musikalischer Höhepunkt nachgeschoben werde.
Nach ihrem Streit treffen sich Tony Hofer und Anny Lohmeier wieder in einem Wiener Vorort in der Gartenwirtschaft eines Heurigenlokals. Während ringsumher eine fröhliche Stimmung herrscht, starren sich die beiden nur traurig an. Tonys Mine hellt sich erst wieder auf, als er seinen früheren Studienkollegen Fritz Gschwendtner erspäht hat, der hier seinen Lebensunterhalt als Heurigensänger verdient. Er geht auf ihn zu und klagt ihm sein Leid. Da empfiehlt ihm Gschwendtner, bald eine neue Freundin als Muse zu suchen. Dann werde ihm schon eine zündende Melodie zufliegen.

### Zweiter Akt
Die beiden Librettisten haben den gleichen Einfall wie Gschwendtner: Tony Hofer muss möglichst bald von einer charmanten Dame zu einer Höchstleistung inspiriert werden. Dazu haben sie die Soubrette Mizzi Reitmeyer ausersehen. Diese zögert auch nicht lange, das Werkzeug zu spielen. Was die Mahler-Brüder aber nicht ahnen, ist, dass ihre Schwester Hedi das ganze Geschacher mitbekommen hat und nun selbst die Rolle der Muse zu spielen gedenkt, denn sie hat schon lange ein Auge auf Tony Hofer geworfen und will jetzt die Gelegenheit nutzen, ihn auf sich aufmerksam zu machen. Geschickt versteht sie es, Mizzi Reitmeyer auszutricksen. 
Tony Hofer sitzt in seiner Wohnung und malträtiert sein Klavier, immer noch auf der Suche nach einem zündenden Walzer. Plötzlich entdeckt er eine fein zurechtgemachte Dame, die lautlos sein Zimmer betreten hat. Sie stellt sich ihm als „Fee Florabella“ vor. Tony Hofer ist entzückt über die liebliche Erscheinung, und sofort entringt er seinem Instrument ganz andere Töne als vorher. In Null Komma nichts entsteht eine unvergleichliche Walzermelodie. Als er die „Fee“ fragen will, was sie dazu meint, muss er feststellen, dass sie sich in Luft aufgelöst zu haben scheint. Darüber vergisst er, seinen Einfall in Noten festzuhalten.

### Dritter Akt
Tony Hofer eilt zu seinen Librettisten, um ihnen seinen großen Wurf vorzutragen, damit sie gleich einen passenden Text dazu schreiben können. Er setzt sich ans Klavier – aber ach! – er hat alles vergessen. Der Walzer scheint verloren zu sein. Die einzige Person, die jetzt noch helfen könnte, wäre die Fee Florabella. Doch wo soll man sie suchen, wenn keiner ihren wahren Namen, geschweige denn, ihre Adresse kennt?
Im Hause Mahler ist eine Party zugange. Hedi ist heute 18 geworden. Plötzlich wird die Feierlaune jäh unterbrochen. Der Notar Dr. Mitislav Isakiewicz kündigt seinen Besuch an und hält folgende Überraschung bereit: Hedi heißt weder Mahler noch ist sie die Schwester der Librettisten. Diese sind darüber keinesfalls entsetzt. Im Gegenteil! Ein jeder von ihnen malt sich jetzt aus, die einstige „Schwester“ bald zum Traualtar führen zu können.
Heute ist die Generalprobe für die neue Operette. Verzweifelt sitzt Tony Hofer am Theaterflügel und sucht nach dem verlorenen Walzer, aber er will und will sich nicht finden lassen. Auf einmal dringen ihm sanfte Töne aus dem Bühnenhintergrund ans Ohr. Ja wirklich! Das Wunder ist eingetreten. Wie Schuppen fällt es ihm von den Augen: Die Fee Florabella ist in Wirklichkeit die „Schwester“ seiner Librettisten. Nun hat er endgültig seine Muse gefunden. Die Premiere der Operette ist gerettet.

## Musik
Das Werk schwelgt nicht nur – worauf der Titel schließen lässt – in Walzerseligkeit, auch Blues, Foxtrott und Slowfox kommen als tänzerische Weisen darin vor. Neben dem Lied, das dem Werk den Titel gegeben hat, seien als musikalische Höhepunkte noch genannt:
- Meine kleine Schwester heißt Hedi
- Heute besuch ich mein Glück
- Auch du wirst mich einmal betrügen, auch du
- Wenn man zweimal leben könnte
- Du bist meine schönste Träumerei
- In Wien, wo der Wein und der Walzer blüht

Das Stück Meine kleine Schwester heißt Hedi wurde 2003 von Harald Schmidt, Bastian Pastewka und Olli Dittrich bei einer Sondersendung der Harald Schmidt Show auf einem Schiff auf dem Rhein als Playback gesungen.

## Film
Unter der Regie von Géza von Bolváry spielten Gretl Theimer, Walter Janssen, Willi Forst, Irene Eisinger, Oskar Karlweis und Szöke Szakall die Hauptrollen. Der Film kam erstmals am 13. März 1930 in die Kinos. Das Lexikon des internationalen Films urteilt: „Erster Tonfilmerfolg des Regisseurs von Bolvary (1897–1961), der die lustvoll vorgetragenen Lieder von Robert Stolz mittels komischer und sentimentaler Szenen zu verbinden suchte, dabei auf Kamerabewegung weitgehend verzichtete, auch Schnittfehler durchgehen und die Schauspieler wie auf der Operettenbühne agieren ließ.“ Es kann hier nicht von einer Verfilmung gesprochen werden, weil der Film vor der Bühnenfassung entstanden war. 